# Krasznogvargyejszkij járás (Orenburgi terület)
A Krasznogvargyejszij járás (oroszul Красногварде́йский райо́н) Oroszország egyik járása az Orenburgi területen. Székhelye Plesanovo.

## Népesség
- 1989-ben 27 776 lakosa volt.
- 2002-ben 25 451 lakosa volt.
- 2010-ben 21 097 lakosa volt, melyből 11 320 orosz, 5 395 baskír, 1 429 tatár, 899 német, 851 ukrán, 445 kazah, 167 mordvin.